# (6746) Zagar
(6746) Zagar (1994 NP) – planetoida z grupy pasa głównego planetoid okrążająca Słońce w ciągu 4,2 lat w średniej odległości 2,6 j.a. Odkryta 9 lipca 1994 roku.